# Poste Air Cargo
Poste Air Cargo ist eine italienische Frachtfluggesellschaft mit Sitz in Rom und Basis auf dem Flughafen Rom-Fiumicino. Das Unternehmen ist eine Tochtergesellschaft der Poste Italiane.

## Geschichte
Poste Air Cargo wurde 1981 als Mistral Air von dem als Bud Spencer bekannten italienischen Schauspieler und früheren Schwimmer Carlo Pedersoli gegründet und nahm den Flugbetrieb im Jahr 1984 auf. Der Schauspieler verkaufte die Fluggesellschaft an das niederländische Logistikunternehmen TNT. Im März 2002 erwarb die Poste Italiane 75 Prozent an der Fluggesellschaft, 2005 wurden die restlichen 25 Prozent übernommen.
Im Jahr 2017 resultierte ein Verlust in Höhe von 7,4 Millionen Euro, schon die Jahre zuvor war die Gesellschaft nicht mehr profitabel. Weil die Gesellschaft per Ende Juni 2018 einen Auftrag der Regierung für Flüge zwischen Catania – Pantelleria und Lampedusa, Catania – Lampedusa sowie Trapani – Pantelleria verlor, werden in Zukunft keine Charterflüge für Passagiere mehr stattfinden. In Zukunft konzentriert man sich nur noch auf Frachtflüge.
Im Oktober 2019 wurde Mistral Air in Poste Air Cargo umbenannt.

## Flugziele
Seit der Einstellung der Passagierflüge führt Poste Air Cargo vorwiegend nachts Frachtflüge unter anderem für die italienische Post und Amazon durch.

## Flotte
Mit Stand April 2025 besteht die Flotte der Poste Air Cargo aus acht Flugzeugen mit einem Durchschnittsalter von 23,6 Jahren.
| Flugzeugtyp       | Anzahl | bestellt | Anmerkungen               | Durchschnittsalter |
| ----------------- | ------ | -------- | ------------------------- | ------------------ |
| Boeing 737-400SF  | 5      |          |                           | 26,6 Jahre         |
| Boeing 737-800BCF | 3      |          | mit Winglets ausgestattet | 18,7 Jahre         |
| Gesamt            | 8      | -        |                           | 23,6 Jahre         |

### Ehemalige Flugzeugtypen
- ATR 72-500